# Kanton Le Bourget
Het kanton Le Bourget is een voormalig kanton van het Franse departement Seine-Saint-Denis. Kanton Bourget maakte deel uit van het arrondissement Bobigny en telde 48.278 inwoners (1999).
Op 22 maart 2015 werd het kanton opgeheven. Het deel van Drancy dat van het kanton deel had uitgemaakt werd overgeheveld naar het kanton Drancy en de gemeenten Le Bourget en Dugny naar het kanton La Courneuve.

## Gemeenten
Het kanton Le Bourget omvat de volgende gemeenten:
- Le Bourget (hoofdplaats)
- Drancy (deels)
- Dugny